# 流通センター駅
流通センター駅（りゅうつうセンターえき）は、東京都大田区平和島六丁目にある東京モノレール東京モノレール羽田空港線の駅である。駅番号はMO 04。
平和島の中核、東京流通センターの至近に位置する。区間快速が停車する。

## 歴史
- 1969年（昭和44年）12月15日 - 新平和島駅（しんへいわじまえき）として開業[1]。
- 1972年（昭和47年）1月8日 - 流通センター駅に改称[1][2]。
- 1982年（昭和57年）3月23日 - 駅舎を改築し、改札口を線路と直角方向に変更するとともに、雨天時の乗降の利便を図るため屋根を6m延長[3][4]。
- 1983年（昭和58年）10月 - 駅員常駐駅となる[5]。
- 1988年（昭和63年）3月29日 - ホームに上屋を設置[3][6]。
- 1998年（平成10年）6月26日 - 自動改札設置[7]。
- 2002年（平成14年）4月21日 - ICカードSuica供用開始[1]。
- 2007年（平成19年）3月18日 - 区間快速の停車駅となる[1]。

## 駅構造
相対式ホーム2面2線を有する高架駅。改札口付近に売店とトイレがある。また、早朝深夜は駅員無配置となる。
2006年8月から2007年2月にかけて、バリアフリー対応として大井競馬場前寄りにホームとコンコースを連絡するエレベーターが設置された。

### のりば
番号は設定されていない。
| ホーム | 路線                     | 方向 | 行先                      |
| ------ | ------------------------ | ---- | ------------------------- |
| 東側   | 東京モノレール羽田空港線 | 下り | 羽田空港第2ターミナル方面 |
| 西側   | 東京モノレール羽田空港線 | 上り | モノレール浜松町方面      |

朝時間帯と平日の夕方に当駅始発の浜松町行が設定されている。これは一つ先（南側）の昭和島駅に隣接する車両基地の出入庫線と本線との分岐位置が昭和島駅ホームの北側にあり、車両基地を出庫した列車が出庫後そのまま進んで到着する駅プラットホームが当駅の浜松町駅方面ホームになるためである。

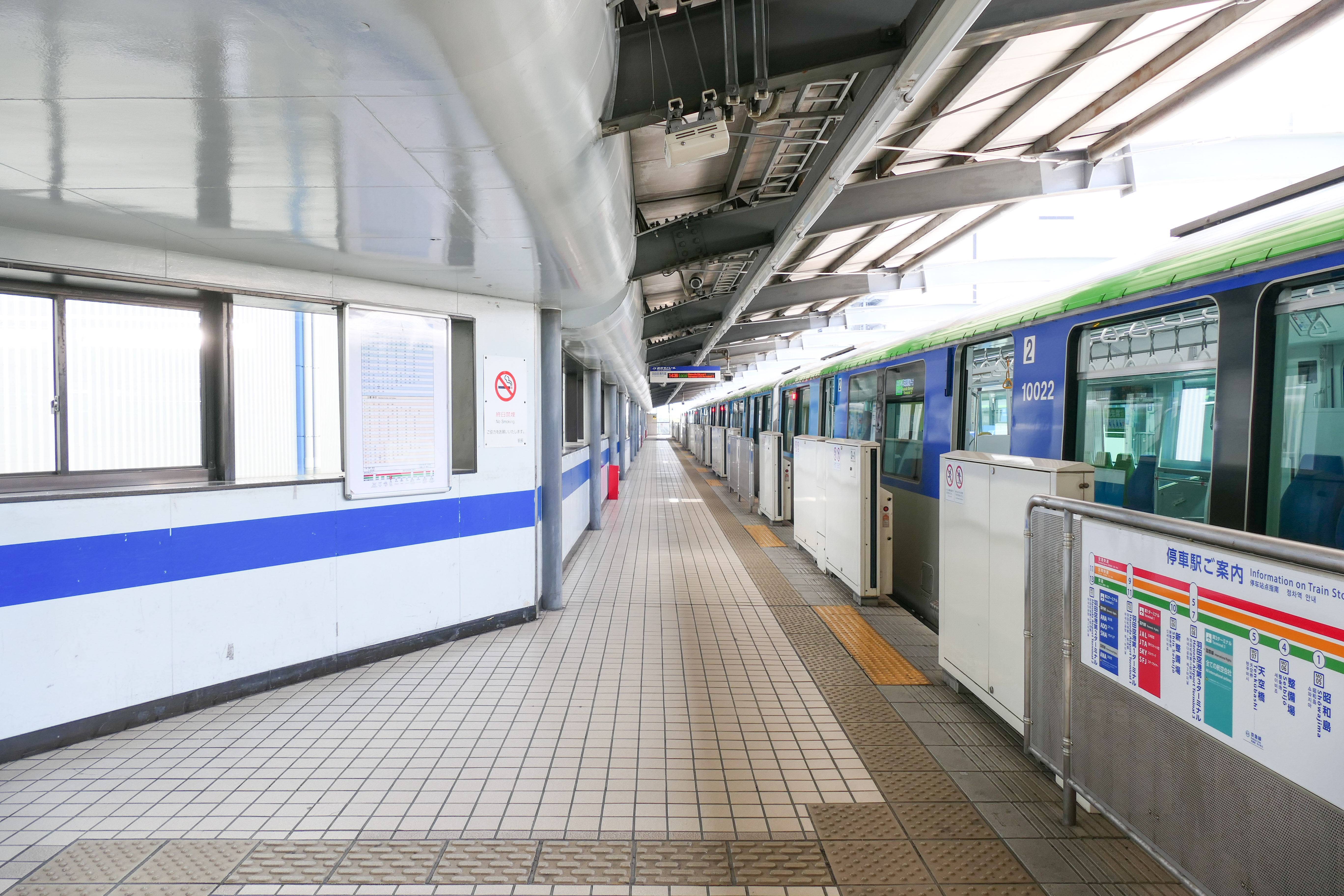
羽田空港方面行きホーム（2021年5月）
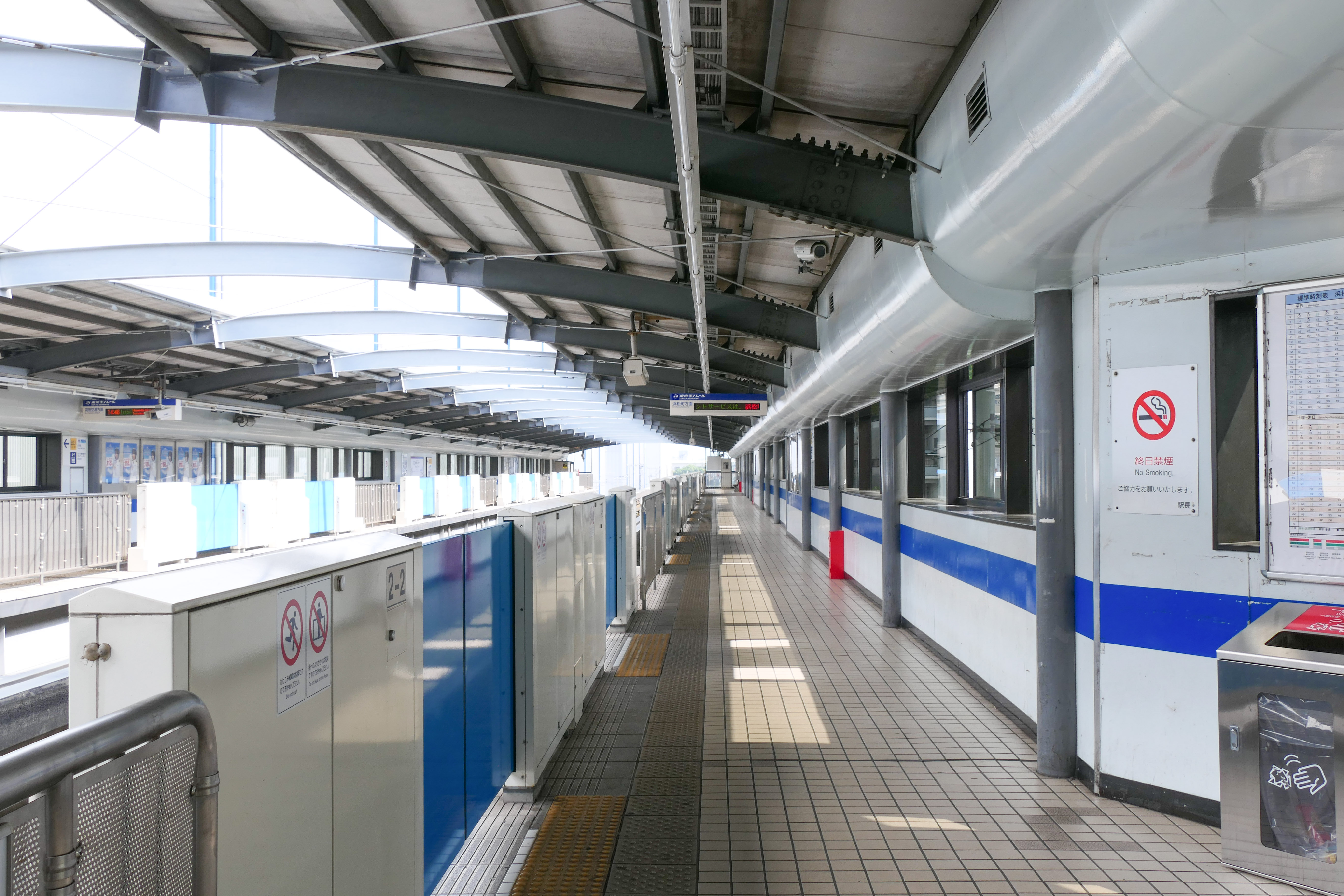
浜松町方面行きホーム（2021年5月）

## 利用状況
2024年度の1日平均乗降人員は15,691人である。
通勤客の乗降もさることながら、週末のイベント開催日の一般乗降客も多い。ラッシュ時は当駅と天王洲アイル駅でかなりの乗客が下車する。2004年には臨海斎場が開業し、最寄り駅となった。各年度の1日平均乗車人員は下表の通り。
| 年度               | 乗車人員 | 乗降人員 | 出典              |
| ------------------ | -------- | -------- | ----------------- |
| 1990年（平成02年） | 7,688    |          | [ 東京都統計 1 ]  |
| 1991年（平成03年） | 7,803    |          | [ 東京都統計 2 ]  |
| 1992年（平成04年） | 7,688    |          | [ 東京都統計 3 ]  |
| 1993年（平成05年） | 7,616    |          | [ 東京都統計 4 ]  |
| 1994年（平成06年） | 7,614    |          | [ 東京都統計 5 ]  |
| 1995年（平成07年） | 7,459    |          | [ 東京都統計 6 ]  |
| 1996年（平成08年） | 7,496    |          | [ 東京都統計 7 ]  |
| 1997年（平成09年） | 7,071    |          | [ 東京都統計 8 ]  |
| 1998年（平成10年） | 6,918    |          | [ 東京都統計 9 ]  |
| 1999年（平成11年） | 6,339    |          | [ 東京都統計 10 ] |
| 2000年（平成12年） | 6,482    |          | [ 東京都統計 11 ] |
| 2001年（平成13年） | 6,575    |          | [ 東京都統計 12 ] |
| 2002年（平成14年） | 6,625    |          | [ 東京都統計 13 ] |
| 2003年（平成15年） | 6,902    |          | [ 東京都統計 14 ] |
| 2004年（平成16年） | 7,518    |          | [ 東京都統計 15 ] |
| 2005年（平成17年） | 7,655    |          | [ 東京都統計 16 ] |
| 2006年（平成18年） | 7,970    |          | [ 東京都統計 17 ] |
| 2007年（平成19年） | 7,929    |          | [ 東京都統計 18 ] |
| 2008年（平成20年） | 7,901    |          | [ 東京都統計 19 ] |
| 2009年（平成21年） | 8,022    |          | [ 東京都統計 20 ] |
| 2010年（平成22年） | 8,107    |          | [ 東京都統計 21 ] |
| 2011年（平成23年） | 7,877    |          | [ 東京都統計 22 ] |
| 2012年（平成24年） | 8,172    |          | [ 東京都統計 23 ] |
| 2013年（平成25年） | 8,425    |          | [ 東京都統計 24 ] |
| 2014年（平成26年） | 8,619    | 17,490   | [ 東京都統計 25 ] |
| 2015年（平成27年） |          | 17,795   |                   |
| 2016年（平成28年） |          | 18,343   |                   |
| 2017年（平成29年） |          | 19,316   |                   |
| 2018年（平成30年） |          | 20,225   |                   |
| 2019年（令和元年） |          | 20,525   |                   |
| 2020年（令和02年） |          | 12,342   |                   |
| 2021年（令和03年） |          | 13,146   |                   |
| 2022年（令和04年） |          | 14,454   |                   |
| 2023年（令和05年） |          | 15,055   |                   |
| 2024年（令和06年） |          | 15,691   |                   |

## 駅周辺

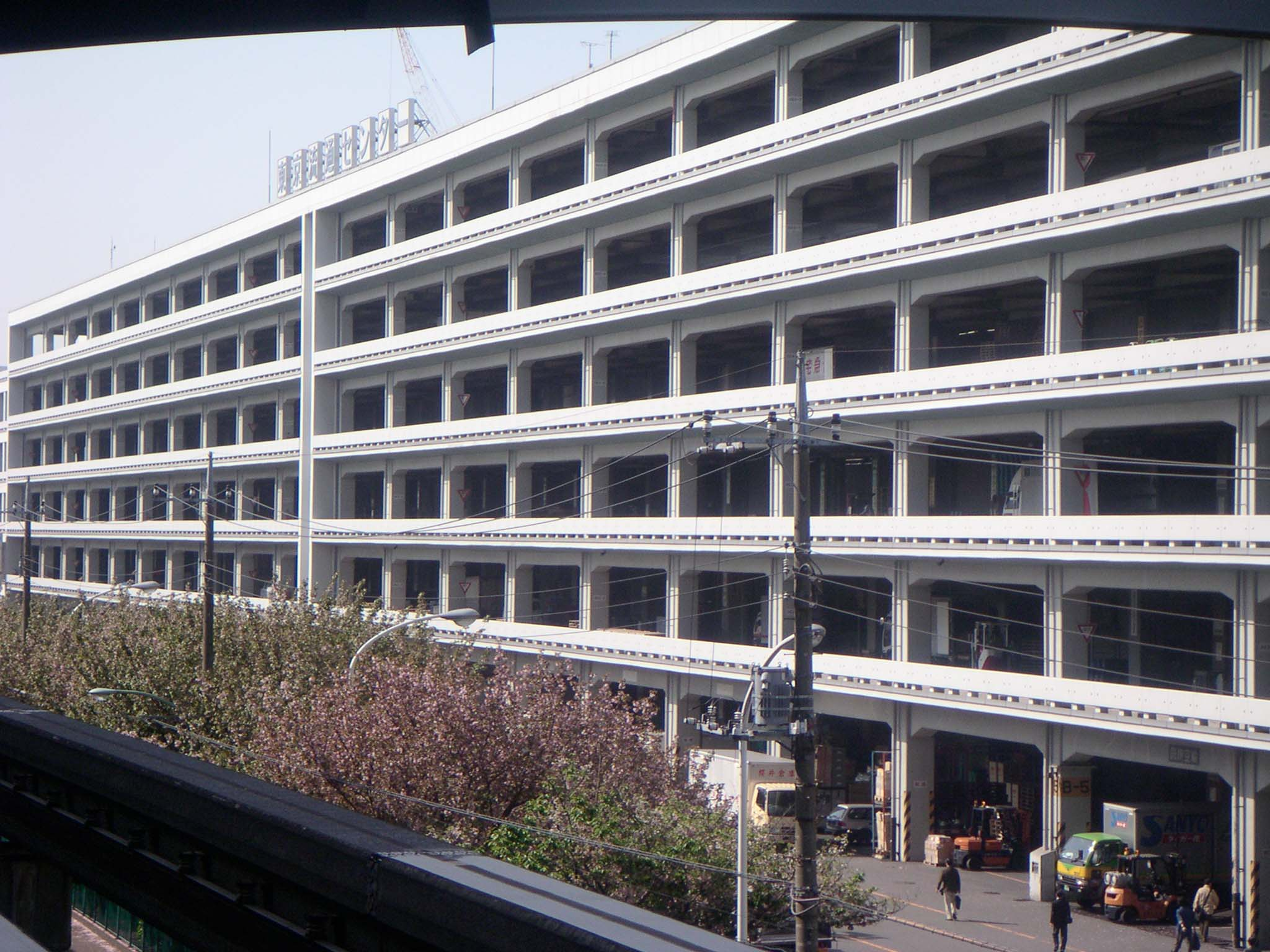
東京流通センター

駅名の通り、周辺はトラックターミナルや倉庫などが多数立地する。また、大田市場や日本貨物鉄道（JR貨物）の東京貨物ターミナル駅にも近い。
- 東京流通センター[1]
  - 東京流通センター内郵便局
- 平和島公園
- 臨海斎場[2]
- 東京港野鳥公園[2]
- 大田市場（花き市場）[2]
- 環状7号線
- 大田スタジアム[2]
- 京浜トラックターミナル[1]
  - 大田平和島二郵便局
- はとバス 本社事業所

## バス路線
「流通センター前」停留所（徒歩すぐ）
- 京浜急行バス
  - 東方向
    - <森43> 大田市場 ※平日・土曜と休日夜間のみ
    - <森32> 城南島循環 ※平日昼間は大田市場経由
    - <森24・39、平和54> 京浜島循環
    - <森36 - 38・41> 京浜島・昭和島循環 ※平日・土曜のみ

  - 西方向
    - <森24・31・32・39・43> 大森駅（平和島駅経由）
    - <平和41・54> レジャーランド平和島（同上）

  - 南方向
    - <平和41> レジャーランド平和島（仲之島橋・平和島駅経由） ※平日・土曜朝のみ
    - <森28> 大森駅（昭和島入口・レジャーランド平和島経由）

## その他
- 当駅のローマ字表記はかつて「RYŪTSŪ SENTĀ」だったが、1992年の天王洲アイル駅開業を機に「RYŪTSŪ CENTER」に改められた。

## 隣の駅
東京モノレール
 東京モノレール羽田空港線
■空港快速
通過
（東京流通センターでのイベント開催時に当駅に臨時停車が実施される場合がある）
■区間快速
大井競馬場前駅 (MO 03) - 流通センター駅 (MO 04) - 羽田空港第3ターミナル駅 (MO 08)
■普通
大井競馬場前駅 (MO 03) - 流通センター駅 (MO 04) - 昭和島駅 (MO 05)

#### 利用状況
東京モノレールの1日平均利用客数
1. 1 2 3  “東京モノレール：企業情報＞会社概要”.   東京モノレール株式会社. 2025年5月5日時点のオリジナルよりアーカイブ。2025年5月17日閲覧。
2. ↑  “東京モノレール：企業情報＞会社概要”.   東京モノレール株式会社. 2016年6月16日時点のオリジナルよりアーカイブ。2023年7月2日閲覧。
3. ↑  “東京モノレール：企業情報＞会社概要”.   東京モノレール株式会社. 2017年5月3日時点のオリジナルよりアーカイブ。2023年7月2日閲覧。
4. ↑  “東京モノレール：企業情報＞会社概要”.   東京モノレール株式会社. 2017年8月22日時点のオリジナルよりアーカイブ。2023年7月2日閲覧。
5. ↑  “東京モノレール：企業情報＞会社概要”.   東京モノレール株式会社. 2018年12月10日時点のオリジナルよりアーカイブ。2023年7月2日閲覧。
6. ↑  “東京モノレール：企業情報＞会社概要”.   東京モノレール株式会社. 2019年7月19日時点のオリジナルよりアーカイブ。2023年7月2日閲覧。
7. ↑  “東京モノレール：企業情報＞会社概要”.   東京モノレール株式会社. 2021年2月5日時点のオリジナルよりアーカイブ。2022年8月27日閲覧。
8. ↑  “東京モノレール：企業情報＞会社概要”.   東京モノレール株式会社. 2021年9月18日時点のオリジナルよりアーカイブ。2022年8月27日閲覧。
9. ↑  東京モノレール株式会社. “東京モノレール：企業情報＞会社概要”.   東京モノレール株式会社. 2022年12月19日時点のオリジナルよりアーカイブ。2022年8月27日閲覧。
10. ↑  “東京モノレール：企業情報＞会社概要”.   東京モノレール株式会社. 2024年3月1日時点のオリジナルよりアーカイブ。2023年7月2日閲覧。
11. ↑  “東京モノレール：企業情報＞会社概要”.   東京モノレール株式会社. 2024年6月10日時点のオリジナルよりアーカイブ。2024年6月10日閲覧。

東京モノレールの統計データ
東京都統計年鑑
1. ↑  東京都統計年鑑（平成2年）229ページ
2. ↑  東京都統計年鑑（平成3年）235ページ
3. ↑  東京都統計年鑑（平成4年）
4. ↑  東京都統計年鑑（平成5年）
5. ↑  東京都統計年鑑（平成6年）
6. ↑  東京都統計年鑑（平成7年）
7. ↑  東京都統計年鑑（平成8年）
8. ↑  東京都統計年鑑（平成9年）
9. ↑  東京都統計年鑑（平成10年） (PDF)
10. ↑  東京都統計年鑑（平成11年） (PDF)
11. ↑  東京都統計年鑑（平成12年）
12. ↑  東京都統計年鑑（平成13年）
13. ↑  東京都統計年鑑（平成14年）
14. ↑  東京都統計年鑑（平成15年）
15. ↑  東京都統計年鑑（平成16年）
16. ↑  東京都統計年鑑（平成17年）
17. ↑  東京都統計年鑑（平成18年）
18. ↑  東京都統計年鑑（平成19年）
19. ↑  東京都統計年鑑（平成20年）
20. ↑  東京都統計年鑑（平成21年）
21. ↑  東京都統計年鑑（平成22年）
22. ↑  東京都統計年鑑（平成23年）
23. ↑  東京都統計年鑑（平成24年）
24. ↑  東京都統計年鑑（平成25年）
25. ↑  東京都統計年鑑（平成26年）